# Agencia Japonesa para Ciencia y Tecnología Marítimo-Terrestres
La Agencia Japonesa para Ciencia y Tecnología Marítimo-Terrestres (海洋研究開発機構 Kaiyō Kenkyū Kaihatsu Kikō?), conocida por sus siglas en inglés JAMSTEC (ジャムステック Jamusutekku?), es un organismo autónomo de Japón dedicado a la investigación científica y tecnológica en el entorno marino. Fue fundada en 1971 como Centro Nacional de Ciencia y Tecnología Marítima, y en 2004 adoptó su estructura actual como institución independiente bajo la administración del Ministerio de Educación, Ciencia y Tecnología de Japón.
El objetivo principal de JAMSTEC es impulsar la investigación marítma para contribuir al desarrollo sostenible y a la seguridad de Japón, un archipiélago marcado por su compleja geología. La agencia está organizada en torno a tres secciones: Investigación —que comprende laboratorios, agencias e institutos marítimos y terrestres—, Desarrollo y Promoción —que engloba todos los aspectos logísticos, así como las colaboraciones internacionales— y Administración. La sede central se encuentra en Yokosuka, prefectura de Kanagawa.
La agencia cuenta actualmente con una flota de cuatro buques oceanográficos, dos vehículos de inmersión profunda, tres ROV sumergibles, un vehículo submarino autónomo, el velero de investigación RV Mirai y el velero de perforación científica Chikyū. También forma parte del proyecto de súperordenador Earth Simulator, utilizado principalmente para simulaciones climáticas.